# Makedonsko dewojcze
Makedonsko dewojcze (lub Makedonsko devojče, macedoński Македонско девојче, polski Macedońskie dziewczę) – pieśń ludowa popularna w Macedonii napisana i skomponowana w roku 1964 przez piosenkarza ludowego Joncze Hristowskiego. Wykonywana przez zespoły ludowe, ale także np. przez amerykańską gitarzystkę Marthę Masters i przez chicagowski duet gitarzystów, chilijsko-pakistańskiego Fareeda Haque'a, profesora jazzu i gitary klasycznej Uniwersytetu Północnego Illinois i Serbo-Chorwato-Bośniaka Gorana Ivanovicia, nagraną jako jeden z utworów albumu Macedonian Blues: Laments and Dances (2001, 2003). Pieśń ta jest na tyle emblematyczna w Macedonii, że trafiła tamże do muzyki rozrywkowej, nie tylko w wykonaniu piosenkarki Karoliny Goczewej, ale także jako tytuł jej najnowszej płyty, wydanej w marcu 2008.

## Tekst
| macedoński | polski |
| --- | --- |
| Македонско девојче, китка шарена, во градина набрана дар подарена, реф: Дали има на овој бели свет поубаво девојче од Македонче? Нема, нема не ќе се роди поубаво девојче од Македонче. Нема ѕвезди полични, од твоите очи. да се ноќе на небо ден ќе раздени. реф: ..... Кога коси расплети како коприна лична е и полична од самовила. реф: ..... Кога песна запее славеј натпее, кога оро заигра срце разигра.. реф: ..... | Macedońskie dziewczę, Co za barwny kwiat W ogrodzie zebrany Pyszny dar. refren: Czy na świecie szerokim Jest dziewczyna piękniejsza od Macedonki? Oj, nie ma takowej, nie ma, jeszcze się taka nie urodziła Piękniejsza dziewczyna od Macedonki. Nie ma gwiazd piękniejszych, Od oczu Twoich. Jarząc się na nocnym niebie Zapowiadają poranek. refren: ..... Kiedy włosy rozplata Jak jedwab Śliczna jest Śliczniejsza od wróżki. refren: ..... A gdy piosenkę zaśpiewa To głosem słodszym od słowika A kiedy pora do tańca Całym sercem zatańczy. refren: ..... |